# Tasiocera angustistylus
Tasiocera angustistylus là một loài ruồi trong họ Limoniidae. Chúng phân bố ở miền Australasia.